# Страуд, Джаред
Джа́ред Пре́ссон Стра́уд (англ. Jared Presson Stroud; 10 июля 1996, Честер-Боро, Нью-Джерси, США) — американский футболист, вингер клуба «Ди Си Юнайтед».

## Биография
В 2014—2017 годах Страуд обучался в Колгейтском университете по специальности «Политология» и играл за университетскую футбольную команду «Колгейт Рейдерз». В Национальной ассоциации студенческого спорта сыграл 82 матча, забил 10 мячей и отдал 30 результативных передач. В сезоне 2015 был включён во вторую символическую сборную Патриот-лиги. В сезоне 2016 был включён в первую символическую сборную Патриот-лиги и третью символическую сборную северо-восточного региона. В сезоне 2017 был включён в первые символические сборные Патриот-лиги и северо-восточного региона и был назван самым ценным игроком турнира Патриот-лиги, после того как привёл Колгейт ко второму подряд титулу чемпиона конференции.
В 2015—2017 годах также выступал за команду «Нью-Йорк Ред Буллз U-23» в Премьер-лиге развития.
21 января 2018 года в четвёртом раунде Супердрафта MLS Страуд был выбран под общим 83-м номером клубом «Нью-Йорк Ред Буллз». 15 марта он подписал контракт с «Нью-Йорк Ред Буллз II», фарм-клубом «Нью-Йорк Ред Буллз» в USL. Его профессиональный дебют состоялся 24 марта в матче против «Атланты Юнайтед 2». 13 июля в матче против «Ричмонд Кикерс» он забил свои первые голы в профессиональной карьере, оформив хет-трик. Всего в сезоне 2018 забил семь мячей и отдал 11 результативных передач. По окончании сезона 2018 «Нью-Йорк Ред Буллз II» задействовал опцию продления контракта Страуда. По итогам 2019, в котором забил 15 мячей и отдал девять результативных передач, Страуд был включён в первую символическую сборную USL Championship. 7 января 2020 года Страуд подписал контракт с первой командой «Нью-Йорк Ред Буллз». В MLS дебютировал 11 июля в матче первого тура группового этапа Турнира MLS is Back против «Атланты Юнайтед», выйдя на замену на 70-й минуте вместо Флорьяна Вало.
15 декабря 2020 года Страуд был выбран клубом «Остин» на Драфте расширения MLS. 17 апреля 2021 года в матче стартового тура сезона против «Лос-Анджелеса», ставшем для «Остина» дебютом в MLS, он вышел на замену во втором тайме вместо Роднея Редеса. 3 ноября в матче против «Спортинга Канзас-Сити» забил свой первый гол в MLS. По окончании сезона 2021 «Остин» отклонил опцию продления контракта Страуда, но 17 декабря клуб переподписал игрока на однолетний контракт.
7 ноября 2022 года Страуд был обменян в клуб-новичок MLS «Сент-Луис Сити» на $100 тыс. в общих распределительных средствах. 25 февраля 2023 года забил гол в матче стартового тура сезона против «Остина», дебюте «Сент-Луис Сити» в MLS. По окончании сезона 2023 «Сент-Луис Сити» задействовал опцию продления контракта со Страудом.
12 декабря 2023 года «Сент-Луис Сити» обменял Джареда Страуда, Лукаса Бартлетта и $300 тыс. в общих распределительных средствах «Ди Си Юнайтед» на Криса Деркина. За вашингтонский клуб он дебютировал 24 февраля 2024 года в матче стартового тура сезона против «Нью-Инглэнд Революшн». 16 марта в матче против «Интер Майами» забил свой первый гол за «Ди Си Юнайтед».
Младший брат Джареда — Питер, также футболист.

## Статистика выступлений
| Выступление           | Выступление      | Выступление      | Лига | Лига | Плей-офф | Плей-офф | Кубок | Кубок | Континент | Континент | Итого | Итого |
| Клуб                  | Лига             | Сезон            | Игры | Голы | Игры     | Голы     | Игры  | Голы  | Игры      | Голы      | Игры  | Голы  |
| --------------------- | ---------------- | ---------------- | ---- | ---- | -------- | -------- | ----- | ----- | --------- | --------- | ----- | ----- |
| Нью-Йорк Ред Буллз II | USLC             | 2018             | 29   | 7    | 3        | 0        | —     | —     | —         | —         | 32    | 7     |
| Нью-Йорк Ред Буллз II | USLC             | 2019             | 34   | 15   | 1        | 0        | —     | —     | —         | —         | 35    | 15    |
| Нью-Йорк Ред Буллз II | USLC             | 2020             | 1    | 0    | —        | —        | —     | —     | —         | —         | 1     | 0     |
| Нью-Йорк Ред Буллз II | Итого            | Итого            | 64   | 22   | 4        | 0        | —     | —     | —         | —         | 68    | 22    |
| Нью-Йорк Ред Буллз    | MLS              | 2020             | 20   | 0    | 1        | 0        | —     | —     | —         | —         | 21    | 0     |
| Остин                 | MLS              | 2021             | 22   | 1    | —        | —        | —     | —     | —         | —         | 22    | 1     |
| Остин                 | MLS              | 2022             | 5    | 0    | 0        | 0        | 0     | 0     | —         | —         | 5     | 0     |
| Остин                 | Итого            | Итого            | 27   | 1    | 0        | 0        | 0     | 0     | —         | —         | 27    | 1     |
| Сент-Луис Сити        | MLS              | 2023             | 31   | 5    | 2        | 0        | 2     | 0     | 2         | 0         | 37    | 5     |
| Ди Си Юнайтед         | MLS              | 2024             | 7    | 1    | —        | —        | —     | —     | —         | —         | 7     | 1     |
| Всего за карьеру      | Всего за карьеру | Всего за карьеру | 149  | 29   | 7        | 0        | 2     | 0     | 2         | 0         | 160   | 29    |

Источники: Transfermarkt, Soccerway, Football Database EU.